# Bergamotă
Citrus bergamia, cunoscut sub numele de bergamotă, este un fruct citric aromatic de mărimea unei portocale, cu o culoare galbenă sau verde asemănătoare cu cea a unei lămâi verzi, în funcție de stadiul de coacere.
Cercetările genetice privind originile ancestrale ale soiurilor de citrice existente au descoperit că bergamota este un hibrid probabil între lămâie și portocala amară. Extractele au fost folosite ca ingredient aromat în alimente, ceai, snus, parfumuri și produse cosmetice.  Utilizarea pe piele poate crește fotosensibilitatea, rezultând arsuri mai puternice din cauza expunerii la soare.

## Etimologie
Cuvântul bergamotă este derivat din turcul otoman beg armudu (بك آرمودی , „para prințului”). 

## Descriere
Citrus bergamia este un copac mic care înflorește în timpul iernii. Sucul are un gust mai puțin acru decât lămâia, dar mai amar decât grapefruitul.

### Fitonutrienți
Fructele sau uleiul de bergamotă conțin flavonoide, cum ar fi neoeriocitrină, naringină, neohesperidină, melitidină, neoeriocitrină, brutieridină și bergamotină.  Frunzele de bergamotă conțin diferiți alcaloizi indol, cum ar fi N,N,N-trimetiltriptamină.

## Taxonomie
Citrus bergamia a fost, de asemenea, clasificată și ca C. aurantium subsp. bergamia (adică o subspecie de portocală amară).
C. bergamia este uneori confundată cu C. medica (citronul, al cărui fruct galben este cunoscut și sub denumirea de etrog), și cu C. limetta, „lamaia dulce”.

## Producție

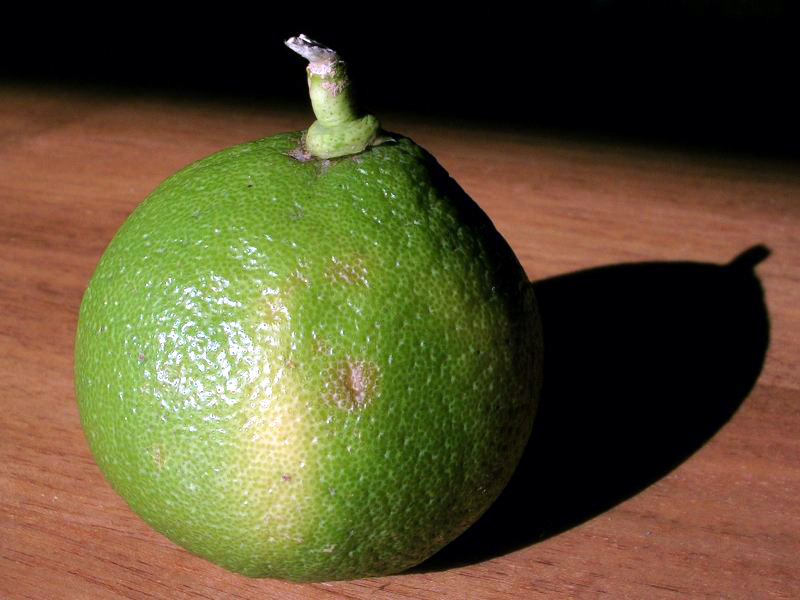
Necoaptă, Calabria

Bergamota este un fruct citric originar din sudul Italiei. Producția este limitată în mare parte la zonele de coastă ale Mării Ionice din provincia Reggio di Calabria din Italia, într-o asemenea măsură încât este un simbol al întregului oraș. Cea mai mare parte a bergamotelor provin dintr-o bucată mică de teren, unde temperatura este favorabilă. Fructul este produs și în Argentina, Brazilia, Algeria, Coasta de Fildeș, Maroc, Tunisia, Turcia și Asia de Sud-Est.
De asemenea, este cultivată în sudul Franței și Coasta de Fildeș pentru uleiul esențial și în Antalya, în sudul Turciei, pentru marmeladă. Fructul nu este cultivat în general pentru consumul de suc. Cu toate acestea, în Mauritius, unde este cultivat la scară mică, este în mare măsură consumat ca suc de către localnici.
O sută de bergamote produc aproximativ 85 de grame de ulei de bergamotă.

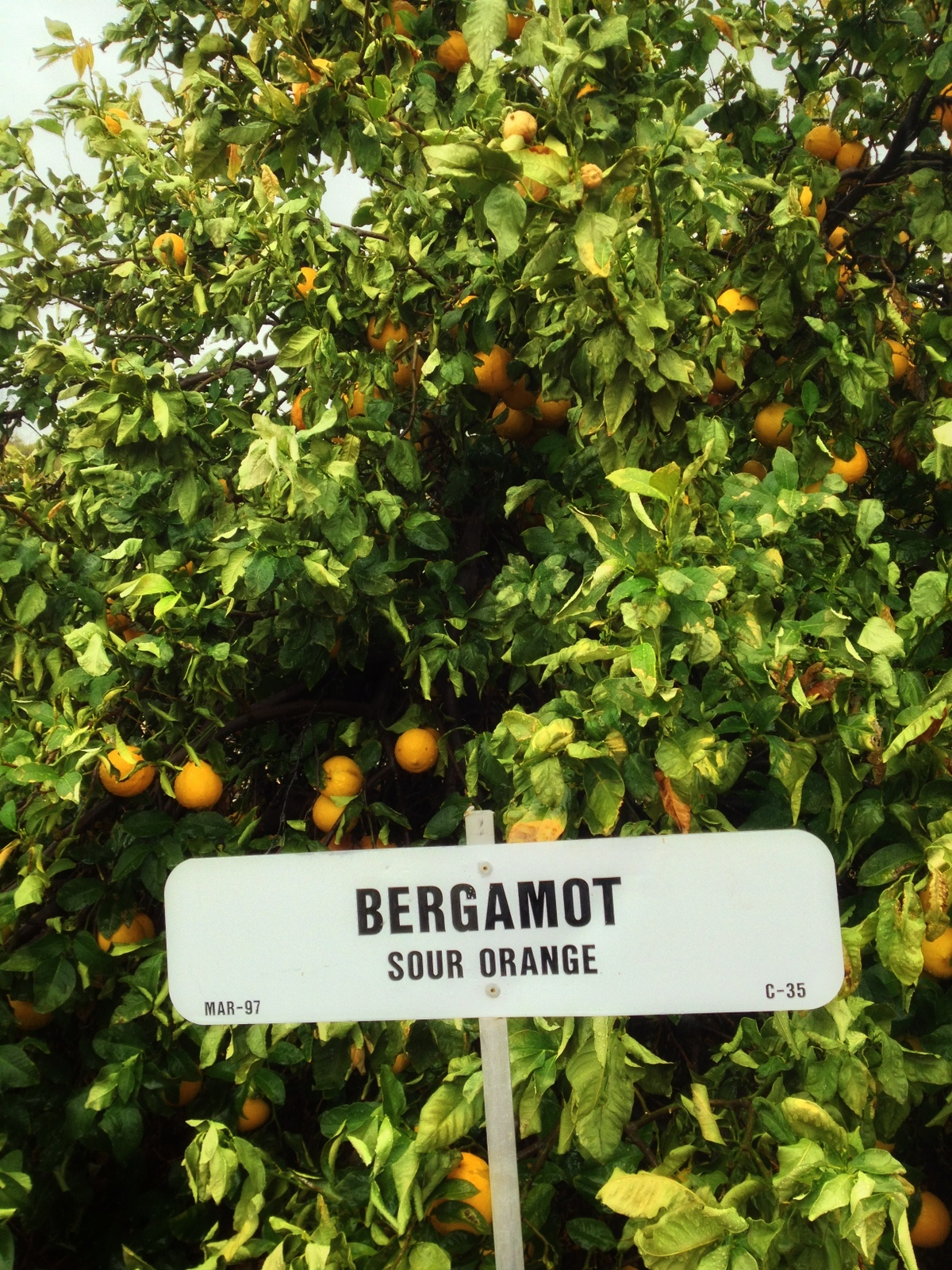
Comitatul Maricopa, Arizona

Adulterarea cu produse mai ieftine, cum ar fi uleiul de lemn de trandafir și mentha citrata a fost o problemă pentru consumatori. Pentru a proteja reputația produselor sale, guvernul italian a introdus controale stricte, inclusiv teste și certificate de puritate. Stazione Sperimentale per le Industrie delle Essenze e dei Derivati dagli Agrumi (Stația experimentală pentru uleiuri esențiale și subproduse citrice) situată în Reggio di Calabria, este organismul de control al calității pentru uleiul esențial Bergamotto di Reggio Calabria DOP.
În timpul celui de-al Doilea Război Mondial, Italia nu a putut să exporta în țările puterilor aliate. Produsele rivale din Brazilia și Mexic au apărut pe piață ca înlocuitori, dar acestea au fost produse din alte fructe citrice, cum ar fi lămâia dulce.

## Utilizări

### Ceai și alte utilizări

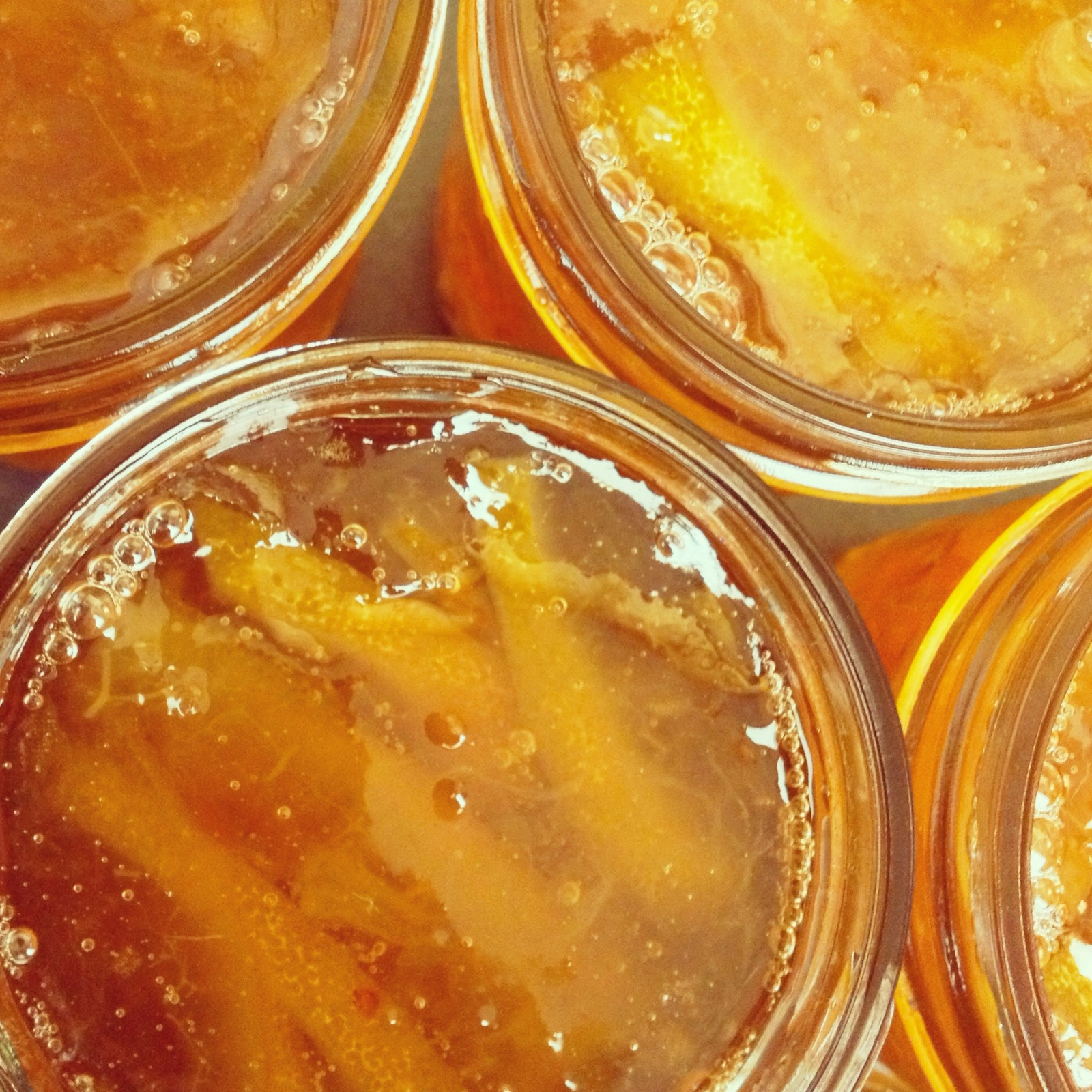
Marmeladă de bergamotă

O esență extrasă din coaja aromată a acestui fruct este folosită pentru aromatizarea ceaiurilor Earl Grey și Lady Grey, precum și a produselor de cofetărie (inclusiv rahatul). Bergamota este una dintre cele mai comune „învelișuri” (arome) adăugate snus-ului suedez, un produs de tutun fără fum.

### Parfum

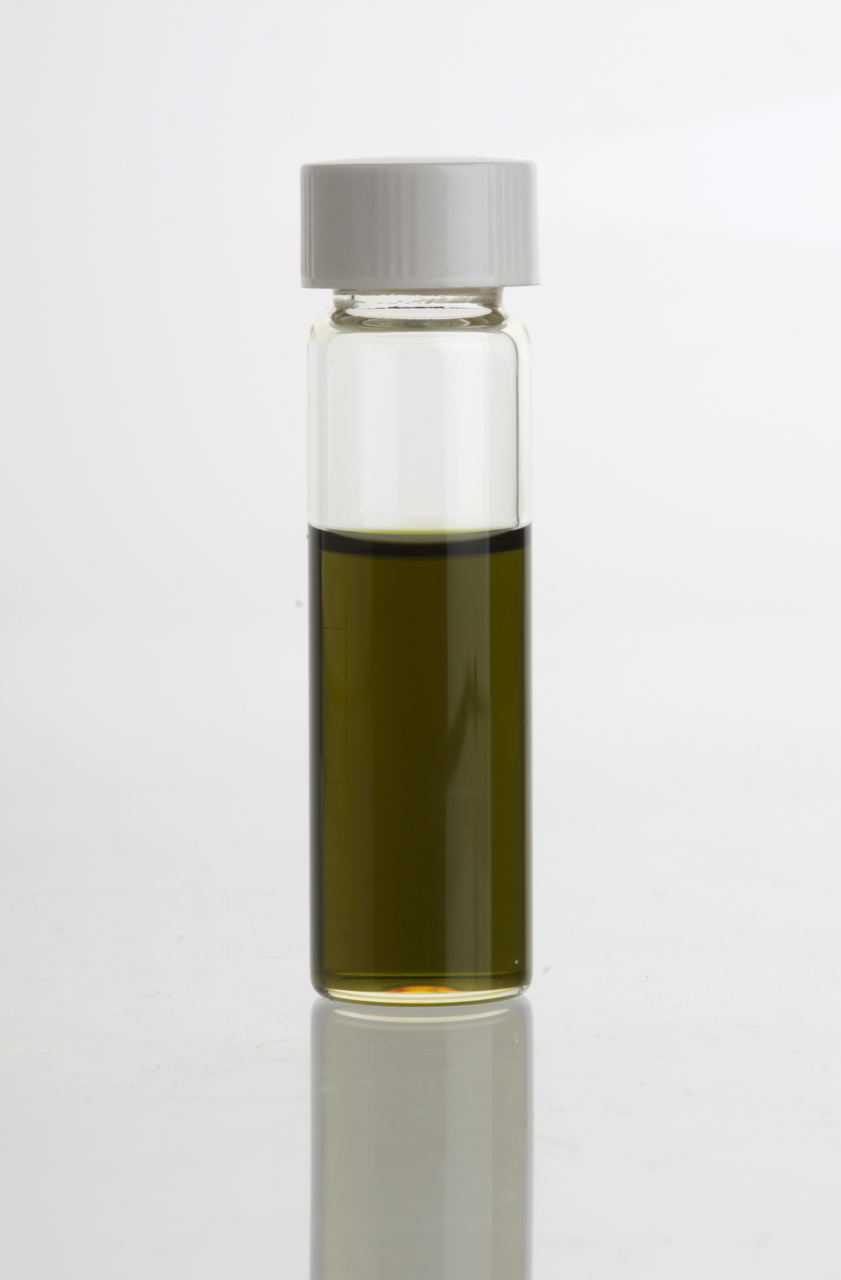
Ulei esențial

Uleiul de bergamotă este unul dintre cele mai frecvent utilizate ingrediente în parfumerie. Este apreciat pentru capacitatea sa de a se combina cu o serie de mirosuri pentru a forma un buchet de arome care se completează reciproc. Bergamota este o componentă majoră a Eau de Cologne originală compusă de Jean-Marie Farina la începutul secolului al XVIII-lea în Germania. Prima utilizare a uleiului de bergamotă ca ingredient de parfum a fost înregistrată în 1714 și poate fi găsită în Arhiva Farina din Köln .

### Toxicologie
În mai multe studii de testare cu plasture, s-a demonstrat că aplicarea unor surse de ulei de bergamotă direct pe pielea cobaiului are un efect fototoxic dependent de concentrație, manifestat prin creșterea roșeții pielii după expunerea la lumină ultravioletă (datorită substanței chimice bergapten și, posibil, de asemenea a citroptenului, bergamotinei, geranialului și neralului).   Aceasta este o proprietate împărtășită de multe alte fructe citrice și de alți membri ai Rutaceelor, inclusiv rută .

### Efecte asupra pielii

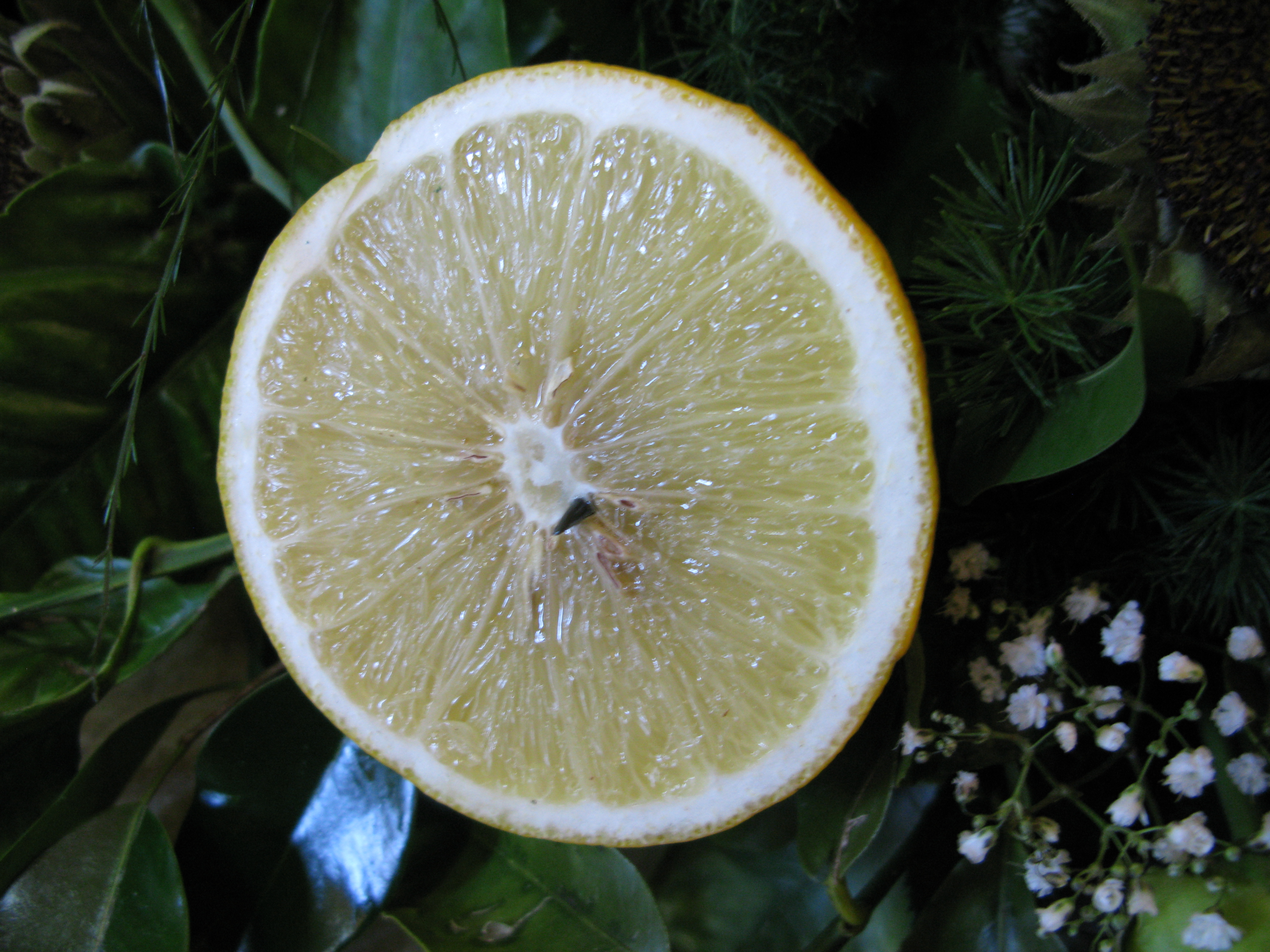
Bergamotă

Folosita în produse cosmetice si parfumuri, bergamota poate provoca iritatii ale pielii. În trecut, psoralenul extras din uleiul de bergamotă era folosit în acceleratorii de bronzare și cremele de protecție solară. Cunoscute ca fiind fotocarcinogene din 1959, substanțele au fost totuși utilizate în activatorii de bronzare până în 1995, contribuind la multe cazuri de melanom și deces.

### Cercetare
Până în 2017, cercetările clinice efectuate asupra uleiului de bergamotă au fost de proastă calitate, fără concluzii cu privire la posibilele efecte biologice ale acestuia.  Consumul de ulei de bergamotă ca parte a ceaiului poate provoca crampe musculare. Utilizarea pe piele poate fi nesigură, în special pentru copii și femeile însărcinate, și poate provoca erupții cutanate rezultate din fotodermatotoxicitate.